# セブン・カードサービス
株式会社セブン・カードサービス（Seven Card Service Co.,Ltd.）は、株式会社セブン&アイ・ホールディングス傘下の株式会社セブン銀行の子会社で、金融事業を行う企業である。

## 概要
現金決済専用のアイワイカード、クレジット機能を有するセブンカード、電子マネーのnanacoといったサービスの運営を行っている。
会員募集などを除くクレジットカード全般の業務は、株式会社ジェーシービーと三菱UFJニコス株式会社にそれぞれ委託している。
即日発行サービスの審査などの一部の業務は、ジェーシービーや三菱UFJニコスにノウハウがないため、株式会社プロセント（現：SMBCファイナンスサービス）に再委託し、同社のノウハウを利用している。

### 企業再編
2010年3月、セブン&アイHDとクレディセゾンによる包括的業務提携に関する基本合意がなされ、そごう・西武の提携カード事業を統合する包括的業務提携に関する契約締結が同年9月10日に発表された。また、同17日にクレディセゾンの完全子会社として「セブンCSカードサービス」が設立された。合意に基づき、翌2011年4月1日、クレディセゾンからそごう・西武提携カード事業（2001年から発行してきた「そごうミレニアム／クラブ・オン カード《セゾン》」）がセブンCSカードサービスに分割譲渡され、また、セブン・フィナンシャルサービスがセブンCSカードサービスの株式51%を取得して合弁事業化した。

## 沿革
アイワイ・カード・サービス発足以前にも、日本信販（現：三菱UFJニコス）及びJCBが発行主体となる提携カードとしての「IY CARD」が発行されていた。
- 2001年（平成13年）10月31日 - 株式会社アイワイ・カード・サービスを設立。
- 2002年（平成14年）
  - 2月6日 - 営業を開始。
  - 3月4日 - ジェーシービーとの業務提携によりクレジットカード「アイワイカード」発行開始。
- 2003年（平成15年）
  - 5月28日 - イトーヨーカドーの新ポイントカードの発行開始。
  - 9月1日 - アイワイカードのスピード発行開始。
- 2004年（平成16年）4月1日 - UFJカード（現：三菱UFJニコス）との業務提携によりVISAブランドのクレジットカード発行開始。
- 2007年（平成19年）4月23日 - 電子マネーnanacoのサービスを開始。
- 2010年（平成22年）10月1日 - 株式会社セブン・カードサービスに商号変更。
- 2011年（平成23年）7月1日 - セブンカード発行開始 （一部のアイワイカードも期限到来時からセブンカードに更新）[4]。
- 2013年（平成25年）4月1日 - セブンカード・プラスの会員募集開始（インターネットによる申込は4月29日から）。クレジットカードとnanacoの一体型が選択できるようになる（紐付型もあり）。
- 2014年（平成26年）8月31日 - セブンカードの新規入会受付終了。
- 2017年（平成29年）6月22日 - セブン‐イレブン・イトーヨーカドーでセブンカード（プラスを含む）からnanacoへのオートチャージ開始。
- 2023年（令和5年）7月1日 - 株式会社セブン銀行の連結子会社となる。
- 2025年（令和7年）1月27日 - 東京都千代田区丸の内1丁目6番1号に本店を移転した。

## 主なカード

### ポイントカード

#### アイワイポイントカード
イトーヨーカドーとイトーヨーカドー丸大の全店で利用可能な現金専用のポイントカード。券面は白色で、100円（税別）毎に1円相当の1ポイントが付与される。
2011年3月に新規発行受付を終了。通常ポイントは即時加算されるが、初めて利用する店舗や複数の店舗で利用した場合は利用日の翌日に合算される。（アイワイカードも同様）　
2020年3月31日をもってポイント加算終了、翌2021年3月31日にポイントの使用が終了。

### nanaco
電子マネーnanacoを発行している。サービス開始当初はセブン-イレブン店舗でのみ入会受付をしており、コンビニ店舗でのみ利用できた。

### クレジットカード

#### アイワイカード / セブンカード

##### カードの種類
グループ外において、日本郵政公社と提携し、郵便貯金（郵貯）のキャッシュカードの機能を加えた「郵貯アイワイカード・JCB」及び「郵貯アイワイカード・VISA」も発行していたが、ゆうちょ銀行が発足してからは発行していない。アイワイ・カード・サービス（当時）・ゆうちょ銀行の両者間協議により、これらのカードはその有効期限に関係なく2008年8月31日をもって使用出来なくなり、取扱終了日までにアイワイカードとゆうちょICキャッシュカードの2枚に分離発行する措置がとられた（既にゆうちょICキャッシュカードあるいはキャッシュカード一体型JP BANKカードが発行されている者を除く）。

#### 電子マネー対応状況
- nanaco以外のプリペイド型サービスとしては、VISAのみ楽天Edyが利用可能[注 1]。